# La Forêt-du-Parc
 La Forêt-du-Parc  là một xã thuộc tỉnh Eure trong vùng Normandie miền bắc nước Pháp.